# Boys Don’t Cry (singel)
Boys Don’t Cry – drugi singiel wydany przez zespół The Cure, w sierpniu 1979. W Wielkiej Brytanii wydano tylko singel o tym tytule, natomiast w Stanach Zjednoczonych singel ten promował album noszący identyczną nazwę. Album Boys Don’t Cry jest amerykańskim odpowiednikiem debiutanckiego albumu zespołu Three Imaginary Boys.

## Geneza utworu
Autorami utworu są Michael Dempsey, Robert Smith oraz Lol Tolhurst. Utwór w warstwie tekstowej opowiada historię mężczyzny, który poddaje się w próbach odzyskania miłości dziewczyny, którą wcześniej utracił. Tekst opisuje go, gdy stara się ukryć własny stan emocjonalny śmiejąc się, ale kryjąc łzy we własnych oczach, bo „chłopaki nie płaczą” (ang. Boys Don’t Cry).

## Reedycja
W kwietniu 1986 roku singel został wznowiony wraz z dodatkowym podtytułem „New Voice · New Mix”, a oryginalny utwór został ponownie zremiksowany a ścieżka wokalna nagrana ponownie. Nowa wersja utworu odniosła sukces na listach przebojów, jednakże nie pojawiła się na żadnym oficjalnym albumie zespołu. Jest dostępna jedynie jako ścieżka dźwiękowa w teledysku do piosenki „Boys Don’t Cry” (który powstał właśnie w tym czasie).

## Utwory na krążku

### wydanie z 1979 roku
singel 7"
1. „Boys Don’t Cry”
2. „Plastic Passion”

### wydanie z 1986 roku
singel 7"
1. „Boys Don’t Cry (New Voice · New Mix)”
2. „Pill Box Tales”

singel 12"
1. „Boys Don’t Cry (New Voice · Club Mix)”
2. „Pill Box Tales”
3. „Do the Hansa”

## Skład zespołu
- Michael Dempsey – gitara basowa
- Robert Smith – gitara, śpiew
- Lol Tolhurst – perkusja

## Wykorzystanie w produkcjach filmowych
Utwór w wykonaniu Nathana Larsona został użyty w filmie noszącym ten sam tytuł Boys Don’t Cry, dzięki któremu aktorka Hilary Swank zdobyła w 1999 roku Oskara. Film został oparty na autentycznej historii Brandona Teena młodego transseksualisty, który został zgwałcony i zamordowany, po tym gdy jego znajomi odkryli, że jest w istocie kobietą. Piosenka pojawia się w momencie gdy postać grana przez Swank zostaje uwolniona z więzienia i spotyka się z czekającą na niego dziewczyną, jeszcze przed tragicznymi zdarzeniami.
Utwór pojawia się także w filmie z roku 1998 noszącym oryginalny tytuł „The Wedding Singer”. Kolejny raz piosenkę można usłyszeć na ekranach w filmie Starter for Ten z roku 2006 oraz w 2008 w filmie Nick and Norah's Infinite Playlist.

## Wykonania innych artystów
Utwór Boys Don’t Cry odniósł duży sukces komercyjny, ale miał także duży wpływ na wielu artystów, którzy włączyli tę piosenkę do swojego repertuaru. Z wielu zespołów którzy wykonywali „Boys Don’t Cry” najbardziej znane to Reel Big Fish, The Smashing Pumpkins, Oleander, Hell Is for Heroes, Lostprophets, Razorlight, Grant Lee Phillips, Norman Palm, Area-7, Belanova.
W 2004, podczas serii koncertów w Wielkiej Brytanii zespołu Blink-182, Robert Smith dołączył do zespołu. Wspólnie wykonanali dwa utwory w tym także piosenkę Boys Don’t Cry. 
Także zespół Placebo zagrało tę piosenkę wraz z Robertem Smithem podczas ich występu w Wembley Arena w listopadzie 2004.
Polski zespół T.Love ma w swoim dorobku album oraz utwór noszące tytuł Chłopaki nie płaczą będącym jednakże tylko echem utworu „Boys Don’t Cry”, gdyż zarówno w warstwie tekstowej, jak i muzycznej obie piosenki nie mają ze sobą nic wspólnego.

## Miejsca na listach przebojów
| Lista przebojów (1979)        | Pozycja |
| ----------------------------- | ------- |
| Australian ARIA Singles Chart | 7       |

### „Boys Don’t Cry (New Voice · New Mix)”
| Lista przebojów (1986)        | Pozycja |
| ----------------------------- | ------- |
| German Singles Chart          | 19      |
| UK Singles Chart              | 22      |
| Australian ARIA Singles Chart | 26      |
| French Singles Chart          | 28      |